# 哈拉布拉镇
哈拉布拉镇，是中华人民共和国新疆维吾尔自治区塔城地区裕民县下辖的一个乡镇级行政单位。

## 行政区划
哈拉布拉镇下辖以下地区：
喀拉乔克街社区、工业街社区、加依勒玛街社区、文化街社区和团结街社区。